# 雷恩公交
雷恩公交（法語：Autobus de Rennes）是法国西北部城市雷恩的市区的公共汽车线路，总线路数量为149。

## 历史
雷恩的首条公共汽车线路诞生于1933年，连接雷恩市区和相邻的塞松塞维涅。二战后，随着雷恩有轨电车的停运，雷恩公共汽车线路得到快速发展。

## 车辆
雷恩公交车辆种类较多，从18米的铰链车到小型定制出租均有配备。雷恩公交车库位于圣雅克德拉朗德境内，靠近雷恩环城公路西南段。